# Anthony Harding
Anthony Harding (Ashton-under-Lyne, 30 de junio de 2000) es un deportista británico que compite en saltos de trampolín.
Participó en los Juegos Olímpicos de París 2024, obteniendo una medalla de bronce en la prueba de trampolín 3 m sincro (junto con Jack Laugher).
Ganó tres medallas en el Campeonato Mundial de Natación entre los años 2022 y 2025, y tres medallas en el Campeonato Europeo de Natación, en los años 2019 y 2022.

## Palmarés internacional
| Juegos Olímpicos   | Juegos Olímpicos    | Juegos Olímpicos  | Juegos Olímpicos     |
| Año                | Lugar               | Medalla           | Prueba               |
| ------------------ | ------------------- | ----------------- | -------------------- |
| 2024               | París (Francia)     | Medalla de bronce | Trampolín 3 m sincro |
| Campeonato Mundial |                     |                   |                      |
| Año                | Lugar               | Medalla           | Prueba               |
| 2022               | Budapest (Hungría)  | Medalla de plata  | Trampolín 3 m sincro |
| 2023               | Fukuoka (Japón)     | Medalla de plata  | Trampolín 3 m sincro |
| 2025               | Singapur (Singapur) | Medalla de bronce | Trampolín 3 m sincro |
| Campeonato Europeo |                     |                   |                      |
| Año                | Lugar               | Medalla           | Prueba               |
| 2019               | Kiev (Ucrania)      | Medalla de bronce | Trampolín 3 m sincro |
| 2019               | Kiev (Ucrania)      | Medalla de bronce | Equipo mixto         |
| 2022               | Roma (Italia)       | Medalla de oro    | Trampolín 3 m sincro |